# Championnat de Chine de football 2000
Navigation
Saison 1999 Saison 2001
La saison 2000 du Championnat de Chine de football est la 41e édition de la première division chinoise. Les quatorze meilleures équipes du pays sont regroupées au sein d'une poule unique, où tous les clubs s'affrontent en matchs aller et retour. À la fin du championnat, les deux derniers du classement sont relégués et remplacés par les deux meilleurs clubs de deuxième division.
C'est le club de Dalian Shide qui remporte la compétition après avoir terminé en tête du classement final, avec six points d'avance sur Shanghai Shenhua et douze sur Sichuan Quanxing. C'est le cinquième titre de champion de Chine de l'histoire du club. Le tenant du titre, Shandong Luneng, ne termine qu'à la cinquième place du classement.

## Les clubs participants
| - Shandong Luneng - Shanghai Shenhua - Beijing Guoan - Dalian Shide - Tianjin TEDA - Yunnan Hongta - Promu de D2 - Xiamen Xiaxin - Promu de D2 | - Sichuan Quanxing - Shenzhen Ping'an - Liaoning Fushun - Shenyang Haishi - Qingdao Yizhong Hainiu - Chongqing Longxin - Jilin Aodong |

## Compétition
Le barème de points servant à établir les classements se décompose ainsi :
- Victoire : 3 points
- Match nul : 1 point
- Défaite : 0 point

### Classement
| Rang | Équipe                 | Pts | J  | G  | N  | P  | Bp | Bc | Diff |
| ---- | ---------------------- | --- | -- | -- | -- | -- | -- | -- | ---- |
| 1    | Dalian Shide           | 56  | 26 | 17 | 5  | 4  | 50 | 21 | +29  |
| 2    | Shanghai Shenhua       | 50  | 26 | 14 | 8  | 4  | 37 | 24 | +13  |
| 3    | Sichuan Quanxing       | 44  | 26 | 12 | 8  | 6  | 33 | 21 | +12  |
| 4    | Chongqing LongxinC     | 41  | 26 | 10 | 11 | 5  | 46 | 33 | +13  |
| 5    | Shandong LunengT       | 40  | 26 | 12 | 4  | 10 | 35 | 31 | +4   |
| 6    | Beijing Guoan          | 35  | 26 | 9  | 8  | 9  | 38 | 32 | +6   |
| 7    | Shenyang Haishi        | 34  | 26 | 8  | 10 | 8  | 35 | 32 | +3   |
| 8    | Liaoning Fushun        | 32  | 26 | 8  | 8  | 10 | 28 | 26 | +2   |
| 9    | Shenzhen Ping'an       | 32  | 26 | 8  | 8  | 10 | 27 | 27 | 0    |
| 10   | Tianjin Teda           | 31  | 26 | 7  | 10 | 9  | 28 | 37 | -9   |
| 11   | Qingdao Yizhong Hainiu | 29  | 26 | 6  | 11 | 9  | 22 | 29 | -7   |
| 12   | Yunnan HongtaP         | 29  | 26 | 8  | 5  | 13 | 24 | 42 | -18  |
| 13   | Xiamen XiaxinP         | 23  | 26 | 6  | 5  | 15 | 22 | 45 | -23  |
| 14   | Jilin Aodong           | 17  | 26 | 4  | 5  | 17 | 20 | 45 | -25  |

|  | Qualification pour la Coupe d'Asie des clubs champions 2001-2002                 |
|  | Qualification pour la Coupe d'Asie des vainqueurs de coupe de football 2001-2002 |
|  | Relégation directe en deuxième division                                          |
|  | T: Tenant du titre C: Vainqueur de la Coupe de Chine P: promu de D2              |

## Bilan de la saison
| Championnat de Chine de football 2000      |                         |
| Champion                                   | Dalian Shide (6e titre) |
| Coupes et trophées                         |                         |
| Vainqueur de la Coupe de Chine 2000        | Chongqing Longxin       |
| Qualifications continentales               |                         |
| Coupe d'Asie des clubs champions 2001-2002 | Dalian Shide            |
| Coupe des Coupes 2001-2002                 | Chongqing Longxin       |
| Promotions et relégations                  |                         |
| Promus en Jia-A League                     | Shaanxi Guoli           |
| Promus en Jia-A League                     | August 1st              |
| Relégués en China League                   | Xiamen Xiaxin           |
| Relégués en China League                   | Jilin Aodong            |